# 조니 워커

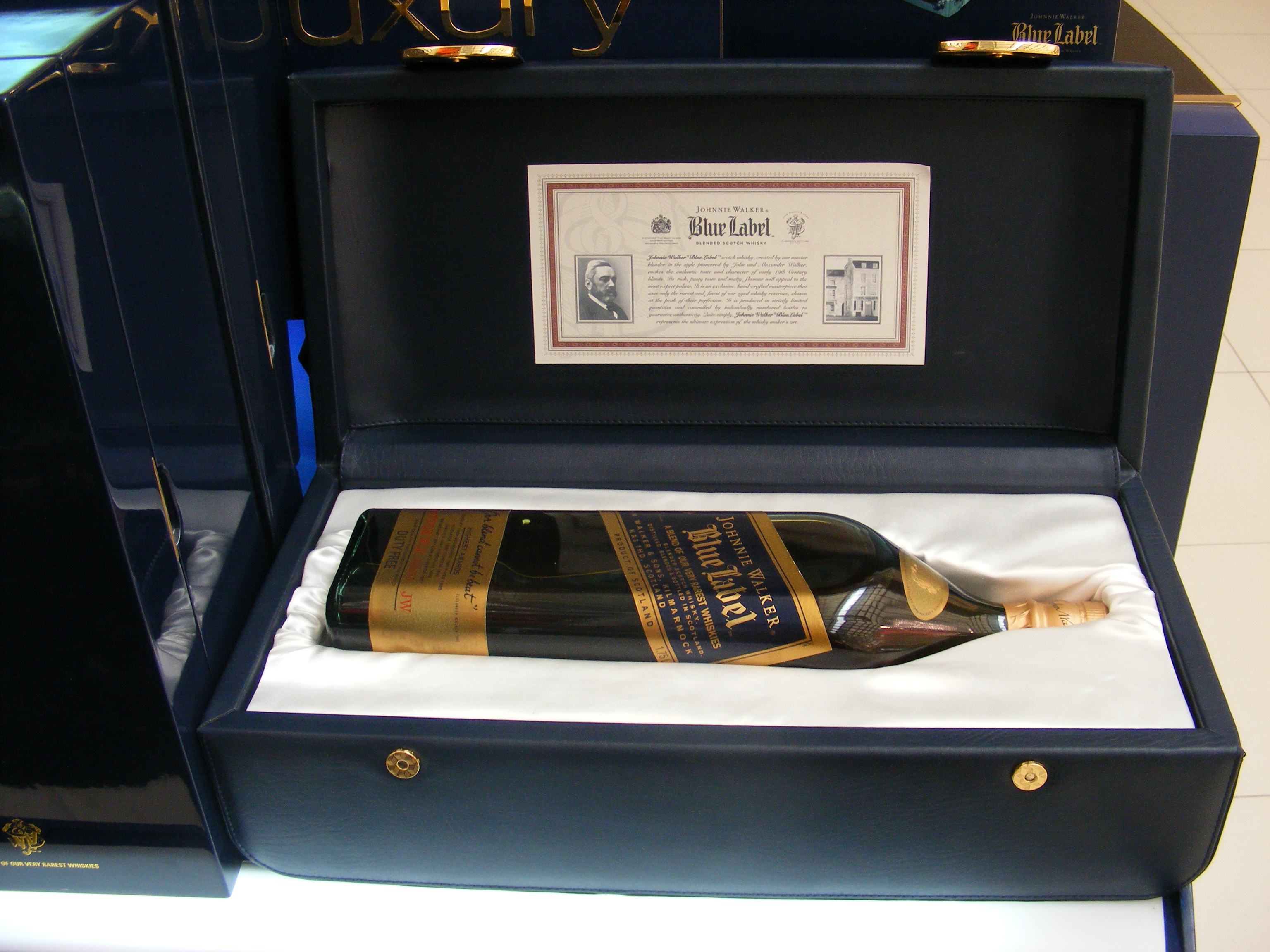
조니 워커 블루.

조니 워커(Johnnie Walker)는 스코틀랜드의 스카치 위스키 브랜드이다. 조니 워커는 전 세계에 가장 널리 유통되는 블렌딩 스카치 위스키이며, 동시에 전 세계 거의 모든 나라에 년간 1억 2천만병 이상 판매되고 있다.

## 역사
존 워커는 1805년 7월 25일 탄생했다. 그의 아버지가 1819년 사망한 뒤 그의 가족은 농장을 처분하고 그 돈으로 스코틀랜드, 에이셔, 킬마녹에 식료품점을 차린다. 존 워커는 1820년 10대부터 이 가게의 식료품, 와인, 증류주를 관리했다. 1823년 위스키에 대한 법이 개정되며 위스키의 증류와 판매에 대한 세금이 감소되자 1825년 존 워커는 럼, 브랜디, 진, 위스키 등을 포함한 증류주를 판매하기 시작했다.
그레인 위스키와 몰트 위스키를 섞는 것이 아직 금지되어 있었기 때문에 블랜디드 몰트 위스키와 블랜디드 그레인 위스키를 판매했다. 당시 존 워커는 아직 직접 위스키를 생산하고 있지 않았고 그가 판매하는 상품들은 손님들의 요구에 따라 블랜딩하는 맞춤형 상품이었다. 몇 년 뒤 그는 자신이 판매하는 블랜디드 몰트 위스키에 그의 이름을 따와 Walker's Kilmarnock Whisky로 이름 붙이고 판매하기 시작했다. 이후 존 워커는 1857년 사망한다.
이후 그의 브랜드는 점점 유명세를 얻었다. 존 워커의 사후 그의 아들인 알렉산더 워커와 손자인 알렉산더 워커 2세에게 가게를 물려준다. 1860년 증류주법에서 그레인 위스키와 몰트 위스키를 섞는 것을 합법화했고 이후 블랜디드 스카치 위스키가 등장하게 된다. 블랜디드 스카치 위스키는 더 가볍고 달아서 더 접근성도 좋았고 때문에 더 넓은 폭의 대중들을 대상으로 상품가치가 높았다. 처음 블랜디드 스카치 위스키를 생산한 것은 에든버러 지역의 앤드류 어셔였으나 워커도 적절한 시기에 이 시장에 뛰어든다.
알렉산더 워커는 새로운 사업 전략을 세워 현재 조니 워커의 상징이기도 한 사각 병을 1860년에 도입했다. 이 사각형 디자인 덕분에 워커의 술은 같은 공간에 더 많이 들어가고 병이 잘 깨지지도 않았다. 조니 워커 병의 또 다른 상징인 24도 기울어진 라벨도 이때 도입하여 고객들이 멀리서도 제품을 알아볼 수 있도록 만들었다. 또 그의 가게가 있었던 킬마녹에 상품을 운반하는 철도가 들어서 그의 제품은 철도와 해상을 통해 세계로 진출할 수 있었으며 조니 워커가 대중적으로 퍼지는데 기여했다. 알렉산더 워커의 뛰어난 사업 감각 덕분에 1862년 Walker's Kilmarnock Whisky는 연간 판매량 10만 갤런을 달성했다.
1865년 알렉산더 워커는 조니 워커의 첫 상업적 블랜드 위스키인 올드 하일랜드 위스키를 만들고 1867년에 상품 등록을 했다.
위스키 사업은 계속 성장해서 존 워커 시절에 위스키 판매가 수입의 8%였지만 알렉산더 워커가 아들에게 회사를 물려줄 때가 되어서는 수입의 90~95%를 차지하게 된다.
1893년 조니 워커 회사는 자사 블랜디드 위스키의 핵심 몰트 위스키를 생산하는 Cardhu 증류소를 인수해 재고 안정화를 시켰다. 이로 인해 Cardhu 증류소의 위스키는 시장에서 사라졌으며 오로지 조니 워커사의 전유물이 되었다. Cardhu 증류소는 조니 워커 생산에 안정적으로 몰트 위스키를 공급하며 핵심이 되었고 1909년 조니 워커 레드와 조니 워커 블랙의 핵심 싱글 몰트 재료가 되었다.
1906년부터 1909년까지 존 워커의 손자였던 조지 워커와 알렉산더 워커 2세는 제품 라인을 확장하여 5년을 숙성한 올드 하일랜드 위스키와 9년 숙성한 스페셜 올드 하일랜드, 12년 숙성한 엑스트라 스페셜 올드 하일랜드 3종의 블랜디드 위스키를 시장에 출시한다. 이 세 상품은 후에 조니 워커 시리즈의 기준이 되었으며 명칭을 화이트, 레드, 블랙 등 색상으로 바꿔서 계속 생산된다. 1909년에 만화가 톰 브라운이 조니 워커의 마스코트인 스트라이딩 맨을 제작하고 조니 워커사는 생산하는 위스키의 명칭을 색상으로 통일한다. 이전의 올드 하일랜드 위스키는 조니 워커 화이트라벨로 변경하며 숙성 년도를 6년으로 늘렸고 스페셜 올드 하일랜드 위스키는 조니 워커 레드라벨로 변경하며 숙성 년도를 10년으로 늘렸다. 엑스트라 스페셜 올드 하일랜드 위스키는 조니 워커 블랙라벨로 명칭만 변경했다.
이후 자사 상품 다양성 확장의 기회를 노리던 워커사는 Coleburn 증류소를 인수했고 뒤따라 Clynelish 증류소 회사도 인수했으며 1916년에는 Dailuaine-Talkisker 회사도 인수한다. 이 덕에 안정적으로 싱글 몰트 위스키를 Cardhu, Coleburn, Clynelish, Talisker, Dailuaine 증류소로부터 공급받게 되었다. 이후 1923년에는 전략적으로 진일보하기 위해 Mortlach 증류소도 인수했으며 조니 워커 블랜디드 위스키 대부분에 해당 증류소의 위스키를 사용했다.
제1차 세계대전 기간 중 조니 워커 화이트 라벨은 단종됐으며 1932년 알렉산더 워커 2세는 조니 워커 스윙을 출시했다.
1925년 조니 워커는 디스틸러스 컴퍼니에 가입했다. 후에 1986년 디스틸러스 컴퍼니는 기네스에 인수되었고 1997년에는 그랜드 메트로폴리탄과 합병하여 디아지오가 창설되었다. 조니 워커는 그 해 조니 워커 퓨어 몰트라는 블랜디드 몰트 위스키를 출시했고 2004년에 조니 워커 그린 라벨로 개칭했다.
2009년 디아지오는 2012년까지 킬마녹에 있는 모든 사업을 닫기로 했으며 많은 반발과 탄원, 공공 캠페인, 대규모 행진이 있었지만 결국 디아지오는 킬마녹 지역의 사업을 폐쇄했다. 이에 따라 킬마녹에 있던 조니 워커 공장은 2012년 3월에 문을 닫고 1년 뒤 건물이 철거되었다.